# Tír na nÓg
Tír na nÓg (Oudiers: Tír inna n-Oc) is een mythische plaats in de Iers-Keltische mythologie waar de sídhe woonden. Deze paradijselijke plaats zou ver ten westen van Ierland liggen. De naam betekent: Land van de jeugd.
De merkwaardige schrijfwijze is correct Iers. De n is een voorvoegsel bij het woord Óg, dat jeugdig betekent. Het is in het Iers heel gewoon dat de tweede letter van een woord een hoofdletter is.

## Beschrijving
Het is het land van de eeuwigdurende jeugd, de woonplaats van de Sídhe of Tuatha Dé Danann, de Ierse elfen. Een van deze elfen, de schone elfenvrouw Niamh ontvoerde ooit haar geliefde, de sterfelijke held Oisín, naar Tír na nÓg. Hij was een sterfelijke die enige tijd in het land van de elfen verbleef. In Tír na nÓg lijkt de tijd stil te staan of in ieder geval langzamer te verstrijken dan in de sterfelijke wereld. Zo bleken er driehonderd jaar verstreken toen Oisín terugkeerde in de sterfelijke wereld. Niemand wordt oud in het land, terwijl ook ziekten er ontbreken. Het klimaat is altijd gematigd, niet te warm en niet te koud. Een echt paradijs waar de bloemen eeuwig bloeien. Niemand voert oorlog en er is noch pijn, noch droefenis.

## Locatie
Het eiland ligt ten westen van Ierland en staat op geen enkele kaart. Volgens een legende uit de Middeleeuwen kan men het eiland soms zien liggen, maar wie dichterbij komt ziet het gelijk verdwijnen in de mist. 

## Toegang
Tír na nÓg is alleen bereikbaar via het water. Een deel van de tocht moet onder water worden afgelegd. Alleen de paarden van de sidhe zijn in staat over de golven te rijden alsof het vaste grond betreft. Oisín zit op het magische paard van Niamh als hij naar Tír na nÓg wordt gebracht. Als hij uiteindelijk terug wil schenkt Niamh hem een magisch paard. Ze waarschuwt hem dat hij niet de grond mag aanraken als hij terugkeert. Als Oisín terugkomt in Ierland schrikt hij van het feit dat er driehonderd jaar zijn verstreken. Hij valt van zijn rijdier en krijgt de last van alle verstreken aardse jaren over zich heen. Gelijk veroudert hij in een oogwenk. Aangezien alleen de sidhe het eiland kunnen betreden, mogen stervelingen alleen in hun gezelschap meereizen.

## Andere namen
Tír na nÓg is eigenlijk het Ierse equivalent van het Walhalla of de Elyseïsche velden en heeft veel andere namen: 
- Oileán na mBeo - eiland van levenden
- Tír na mBuadha - land van deugden
- Uí na Beatha - eiland van leven
- Tír na mBeo - land van levenden
- The Land of Promise
- Land of Youth
- Land Over Sea
- Land Under-Wave

Ook het spookeiland Hy Brasail (Breasals eiland) zou met de mythe in verband hebben kunnen staan.